# 阿普维尔
阿普维尔（法語：Appeville，法語發音：[apvil]）是法国芒什省的一个市镇，属于库唐斯区。

## 地理
阿普维尔（49°19'18"N, 1°20'35"W）面积13.2 平方千米，位于法国诺曼底大区芒什省，该省份为法国西北部沿海省份，西、北、东北三面环大西洋，东起顺时针与卡爾瓦多斯省、奧恩省、马耶讷省和伊勒-维莱讷省接壤。
与阿普维尔接壤的市镇（或旧市镇、城区）包括：歐韋爾、博特、杜沃河畔列维尔、皮科维尔、蒙瑟内勒。

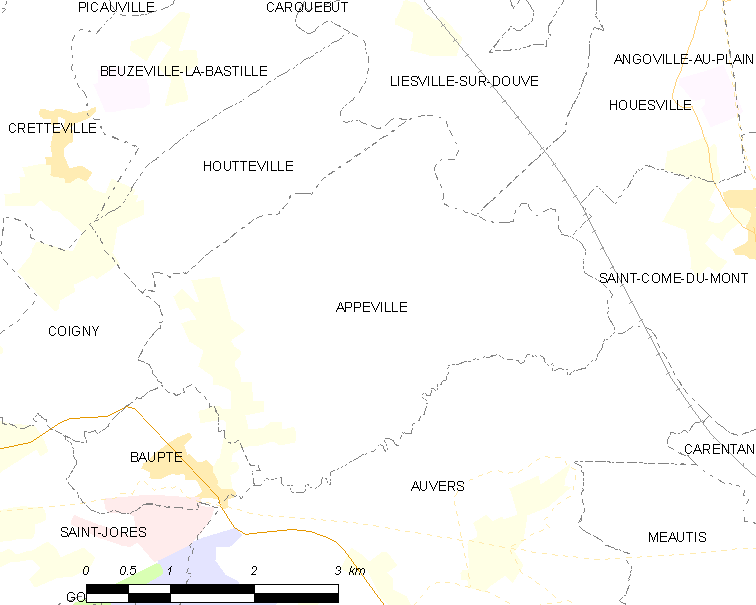
阿普维尔的OSM定位图

阿普维尔的时区为UTC+01:00、UTC+02:00（夏令时）。

## 行政
阿普维尔的邮政编码为50500，INSEE市镇编码为50016。

## 政治
阿普维尔所属的省级选区为卡朗唐莱马赖县。

## 人口

1962-2008年间阿普维尔人口变化图示

阿普维尔于2022年1月1日时的人口数量为193人。